# Andre Goode
Andre Goode (Rockford, Illinois, 17 de abril de 1963) es un exjugador de baloncesto estadounidense. Con 2.08 de estatura, su puesto natural en la cancha era el de pívot.

## Trayectoria
- 1984-1985 Universidad de Nortwestern.
- 1985 Springfield Fame.(USBL)
- 1985-1986 Detroit Spirits.
- 1985-1986 Maine Windjammers.
- 1985-1986 Pensacola Tornados.
- 1986 Springfield Fame.(USBL)
- 1986-1987 Saint-Étienne Basket.
- 1987-1989 Basket Rimini.
- 1989-1990 Pallacanestro Pavia.
- 1990-1991 Oximesa Granada.
- 1991-1992 KK Split.
- 1991-1992 Estudiantes Bahía Blanca.